# 傑里恩 (堪薩斯州)
傑里恩（英語：Gerlane）是位於美國堪薩斯州巴伯縣的一個非建制地區。該地的面積和人口皆未知。

## 地理
傑里恩所處的海拔為高於海平面426米（即1398英呎），而該地所採用的時區為UTC-6，即北美中部時區（CST）。同時該地設有夏令時間，為UTC-6調快一小時，即UTC-5（CDT）。